# Bosenskohercegovská hymna
Hymna Bosny a Hercegoviny je píseň Intermeco (popř. Intermezzo).
Byla přijata 10. února 1998, spolu s novou státní vlajkou. Nahradila předchozí hymnu s názvem Jedna si jedina, kterou odmítli Srbové a Chorvati. Podle nich údajně stará hymna vyjadřovala jejich vyhánění, přestože o ničem takovém v textu zmínka není a není tam ani zmínka o bosenskohercegovském národu, Bosňácích. Nová hymna nejprve neměla slova, její melodii složil Dušan Šestić.
Autory textu jsou Dušan Šestić a Benjamin Isović.

## Konkurz na vytvoření hymny Bosny a Hercegoviny
Na vybrané práce byla vypsána odměna 30 000 BAM. Soutěž trvala od 20. června 2008 do 1. října 2008. Dorazilo celkem 339 textů a konečný návrh komise 20. února 2009 předala Parlamentu Bosny a Hercegoviny, který jej má ještě schválit. Zároveň je nutné schválení vládou.

## Text hymny

### Bosensky
Ti si svjetlost duše
Vječne vatre plam
Majko naša zemljo Bosno
Tebi pripadam
Divno plavo nebo
Hercegovine
U srcu su tvoje rijeke
Tvoje planine
Ponosna i slavna
Krajina predaka
Živjećeš u srcu našem
Dov'jeka
Pokoljenja tvoja
Kazuju jedno:
Mi idemo u budućnost
Zajedno!

### Česky
Ty jsi světlost duše
Věčný plamen ohně
Matko naše země Bosno
Tobě já patřím
Krásnou modrou oblohu
Hercegovino
V srdci máme tvoje řeky
tvoje hory
Hrdá a slavná
Krajina předků
Žiješ v našem srdci
Navěky!
Tvojí generaci
Povídám jediné
Půjdeme do budoucnosti
Společně!